# Шенфельдт, Макс Львович
Макс Львович Шенфельдт (собственно Шёнфельдт, нем. Max Schönfeldt, в документах Макс Левинович Шенфельд; 8 ноября 1861, Митава — 2 октября 1912, Рига) — российский психиатр.

## Биография
Родился в Митаве в семье Лейба Рувиновича (Левина Рубиновича) Шенфельда (1832—1871) и Раши Шмуелевны (Розалии Самуиловны) Фейертаг (1836—?), которые заключили брак там же в 1858 году. Отец скоропостижно скончался, когда будущему психиатру было 10 лет, незадолго до рождения своего младшего сына Левина (Леопольда). Учился в гимназиях в Митаве и Дерпте, в 1882—1887 гг. изучал медицину в Дерптском университете, некоторое время был ассистентом Э. Крепелина. В 1887—1893 годах врач-ассистент в психиатрической лечебнице «Ротенберг» в Риге под руководством Теодора Тилинга. В 1893 году под руководством В. Ф. Чижа защитил диссертацию «Об индуцированном безумии (folie communiquée)» (нем. Ueber das inducirte Irresein), посвятив её своему дяде, основателю Еврейской общинной больницы в Бобруйске Исидору Фейертагу (1843—1912); диссертация была опубликована отдельным изданием (1893) и в журнале Archiv für Psychiatrie und Nervenkrankheiten (Bd. 26, S. 202—266, 1894), и рассматривается одной из основополагающих работ в области индуцированных бредовых расстройств. После этого в течение года стажировался в Берлине.
С 1894 года вёл частную практику в Риге. Как отмечала «Еврейская энциклопедия Брокгауза и Ефрона», «к нему съезжались больные из отдалённых концов России; особенной популярностью благодаря своей отзывчивости он пользовался среди еврейского населения; отличаясь бескорыстием, Шенфельдт оказывал в широких размерах бесплатно медицинскую помощь». В 1897 году совместно с братом, Леопольдом Шенфельдтом (1871—1932), основал загородную лечебницу для душевнобольных в рижском пригороде Атгазен. Построил для лечебницы несколько новых зданий (архитектор Вильгельм Бокслаф). Среди пациентов лечебницы летом 1903 года был художник Михаил Врубель. В 1906—1908 годах ассистентом «частной психиатрической лечебницы доктора Шенфельда» в Риге был заведующий кафедрой психиатрии Томского медицинского института, профессор Г. О. Гольдблат (1878—1938).
Активно участвовал в еврейском общественном движении: по словам Еврейской энциклопедии, «принимал живое участие не только в делах рижской еврейской общины, во многом обязанной ему развитием своих культурных и благотворительных учреждений, но и в жизни всего русского еврейства. Особую энергию он проявил в качестве члена Центрального комитета Союза для достижения полноправия еврейского народа в России, Общества вспомоществования бедным больным евреям, а затем так называемого „Ковенского совещания еврейских общественных деятелей“» (1909). Перевёл на немецкий язык следственные материалы по делу Бейлиса и передал их на экспертизу известным австрийским психиатрам.
Доктор Шенфельдт был застрелен своим пациентом, бароном Иоганном Генрихом Беренсом фон Раутенфельдом (1882—1929), который был помещён в его лечебницу родственниками (барон демонстрировал разнообразные странности поведения и в конце концов женился на служанке своей матери), однако затем сбежал из неё и выстрелил в своего врача, когда тот приехал, чтобы вернуть его в клинику. Клиника Шенфельдта перешла к его брату Леопольду, а от него — к сыну Макса Александру и была национализирована в 1940 году; Александр Шенфельдт был убит немцами в 1942 году, его сестра Ева, также психиатр, депортирована в 1941 году и погибла в Сибири. Раутенфельд был признан невменяемым. История любви Раутенфельда и убийства доктора Шенфельдта стала темой нескольких литературных произведений (в том числе пьесы Павила Грузны и романа Карлиса Екабсона) и одного из первых латвийских немых фильмов «Добыча для волков» (латыш. Vilkiem mests laupījums; 1922, в главной роли жены Раутенфельда — Лилита Берзиня, не сохранился).

## Семья
Племянниками М. Л. Шенфельдта были поэты Георгий Раевский, Сергей Горный (Александр Оцуп) и Николай Оцуп. Двоюродные братья — актёр Эдвин Давидович Фейертаг и доктор медицины Даниил Исаакович Фейертаг (1886—1867), хирург, заслуженный врач РСФСР.